# Pseudeusemia decocta
Pseudeusemia decocta är en fjärilsart som beskrevs av Louis Beethoven Prout 1923. Pseudeusemia decocta ingår i släktet Pseudeusemia och familjen mätare. Inga underarter finns listade i Catalogue of Life.